# Amazônia Azul Tecnologias de Defesa
Amazônia Azul Tecnologias de Defesa S.A. ou simplesmente Amazul é a uma empresa pública criada pelo governo brasileiro com a atribuição de desenvolver tecnologias ao Programa Nuclear Brasileiro e ao setor nuclear da marinha nacional.
A AMAZUL foi criada por autorização da Lei N° 12.706 de 8 de agosto de 2012, sob forma de sociedade anônima, com personalidade jurídica de direito privado e patrimônio próprio e constitui a 126.ª estatal brasileira. O nome da estatal faz referência a extensão marítima brasileira que a própria Marinha do Brasil convencionou denominar Amazônia Azul.
A sede da AMAZUL está localizada em São Paulo, além de unidades em Iperó (SP) e Itaguaí (RJ).

## Objetivos
- Impulsionar à inovação na cadeia produtiva tanto do setor de defesa quanto do setor nuclear;
- Promover a independência tecnológica de produtos e equipamentos utilizados pela medicina nuclear.
- Promoção, desenvolvimento, absorção, transferência e a manutenção de tecnologias sensíveis às atividades nucleares da Marinha e do Programa Nuclear Brasileiro;
- Tornar viável a construção do primeiro submarino nuclear brasileiro e nacionalizar a industrialização do ciclo do combustível nuclear e da própria tecnologia de construção de reatores nucleares.

### Cisão da EMGEPRON
Inicialmente, o quadro de pessoal da AMAZUL está sendo composto por funcionários da Empresa Gerencial de Projetos Navais (EMGEPRON) que trabalhavam no Projeto Nuclear da Marinha.

### Submarinos Nucleares
A AMAZUL, ao tornar possível o domínio de todas as etapas de construção de submarinos nucleares, atendendo a lógica da dissuasão, propiciará ao Brasil ter condições de negar o uso do mar a qualquer interesse escuso que afronte a soberania nacional em águas brasileiras.